# Székás
Székás (románul Colibi) falu Romániában, Erdélyben, Fehér megyében.

## Fekvése
A Székás-patak mellett, Balázsfalvától délnyugatra, Mihálcfalva, Tűr, Berve és Székásbesenyő közt fekvő település.

## Története
Székás Árpád-kori település. Nevét 1293-ban Scekes alakban említette először oklevél. 1295, 1304-ben Zekes néven írták.
Az Árpád-korban királyi birtok volt, és a Székes-föld-i uradalomhoz tartozott, melynek itt volt a központja, és melyet kamaraispán kormányzott. Az uradalom 1290-1295 között már kiterjedt az egész Székes-patak medencéjére, a 13. században több falu is tartozott hozzá. A 13. század végétől több falu is települt e területre; többek között Lengyelkék (Ringelkirch), melyről 1295-ben Vivianus kamaraispán lemondott a Vizaknaiak javára, Gergelyfája (1304), Veresegyház (1313), Vingárd (1329).  Az uradalom dél felől Buzdnál kezdődött, és határai egészen a Küküllőig nyúltak. 1910-ben 313 lakosából 6 német, 307 román volt. Ebből 6 evangélikus, 304 görögkeleti ortodox volt. A trianoni békeszerződés előtt Alsó-Fehér vármegye Balázsfalvi járásához tartozott.